# Première épître de Clément
Vous lisez un « bon article » labellisé en 2018.
La Première épître de Clément, ou Épître de Clément aux Corinthiens (Κλήμεντος πρὸς Κορινθίους / Klếmentos pròs Korinthíous), est une lettre rédigée en grec par Clément de Rome, évêque de cette ville dans la décennie 90-100. Considéré comme pape, il est canonisé sous le nom de saint Clément Ier dans les traditions catholique et orthodoxe. C'est en grande partie à cette lettre que Clément doit sa notoriété. Il s'agit du seul écrit de cet auteur.
Datant probablement de 95-97 et destinée à l'Église de Corinthe, la lettre est postérieure d'une quarantaine d'années aux deux épîtres adressées par Paul de Tarse à la même communauté corinthienne. Avec la Didachè, elle constitue l'un des plus anciens témoignages sur le christianisme primitif, parallèlement au Nouveau Testament. La personnalité de son auteur ainsi que le lieu et l'époque de sa rédaction la situent à une double confluence : celle du monde grec et du monde romain, d'une part, et celle de la tradition juive et de ce qui apparaît déjà comme la tradition chrétienne, d'autre part. En tant que document, elle est la première œuvre de la littérature chrétienne à développer le thème de la succession apostolique et à mentionner les persécutions de l'époque impériale. Elle permet aussi à l'exégèse historico-critique d'affiner la datation de l'Épître aux Hébreux tout en soulevant plusieurs questions sur les dernières années de Paul.
Texte à la fois connu et méconnu, longtemps disparu, tardivement retrouvé, la Première épître de Clément figure désormais dans les recueils des Pères apostoliques. Elle est répertoriée sous le titre latin de Prima Clementis, abrégé en 1 Clem.
Elle a été découverte au XVIIe siècle dans le Codex Alexandrinus, où elle fait suite au Nouveau Testament et précède un pseudépigraphe intitulé Seconde épître de Clément dont l'auteur véritable n'est pas identifié avec certitude.

## Auteur et datation

### Clément de Rome

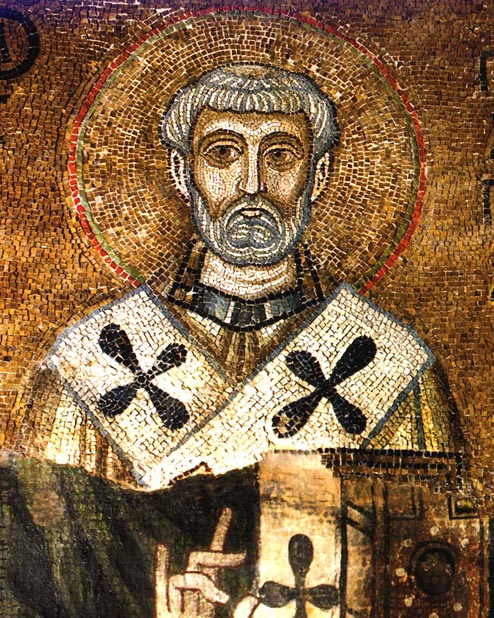
Mosaïque de saint Clément, v. 1000, cathédrale Sainte-Sophie de Kiev.

Contrairement à la Seconde épître de Clément, l'authenticité de cette « première » épître ne fait pas de doute. La tradition chrétienne l'attribue depuis le IIe siècle à l'évêque Clément de Rome, ce qui ne soulève pas d'objection. Clément doit l'essentiel de sa renommée à ce texte qui est son seul écrit connu à ce jour. Vénéré comme saint et martyr par l'Église catholique et l'Église orthodoxe, il est considéré comme pape sous le nom de Clément Ier, même si ce titre n'apparaît qu’a posteriori, vers le IIIe siècle. Toutefois, la place exacte de cet évêque dans la succession de Pierre paraît quelque peu sujette à caution. 
Selon toute vraisemblance, Clément est un chrétien de la deuxième ou troisième génération qui a été évêque de Rome, mais les sources ne s'accordent pas sur son rang dans la chronologie pontificale : pour Irénée de Lyon, Clément est le troisième successeur de Pierre après Lin et Anaclet ; pour Eusèbe de Césarée, il est le troisième évêque de Rome, ainsi que, en s'appuyant probablement sur Origène, le « compagnon d'œuvre » mentionné par Paul de Tarse dans l'Épître aux Philippiens (Ph 4,3,) ; et pour Tertullien, Clément a directement succédé à Pierre, avant Lin et Anaclet. Enfin, Jérôme de Stridon fait état de la double tradition d'Irénée et de Tertullien en indiquant que nombre d'Occidentaux adhèrent à la version de ce dernier.
Mais il se peut également que Clément n'ait été que l'un des membres du presbyterium de Rome, car le système hiérarchique de cette époque se limite encore à une organisation bipartite, avec d'une part plusieurs presbytres-évêques (πρεσϐύτεροι-ἐπίσκοποι / presbúteroï-epískopoï) et d'autre part les diacres, comme l'attestent aussi bien les Épîtres pastorales que la Didachè ou le Pasteur d'Hermas. La structure monarchique, avec un unique évêque assisté de presbytres et de diacres, ne s'affirmera que plus tard, vers les années 140. La définition du ministère dont il est investi reste donc incertaine et il n'est pas exclu que Clément ne soit qu'un évêque parmi d'autres au sein d'une structure collégiale. Quoi qu'il en soit, la réalité et l'importance de son rôle dans l'Église de Rome à la fin du Ier siècle ne sont pas à remettre en cause.

### Une culture judéo-grecque
Le milieu d'origine de Clément ne peut être déduit de sa lettre : la double culture judéenne et grecque qui transparaît dans le fond comme dans la forme ne permet guère de déterminer à quel monde il appartient, à moins que, comme le suppose Simon Claude Mimouni, il ne soit simplement un chrétien d'origine judéenne et de culture grecque.

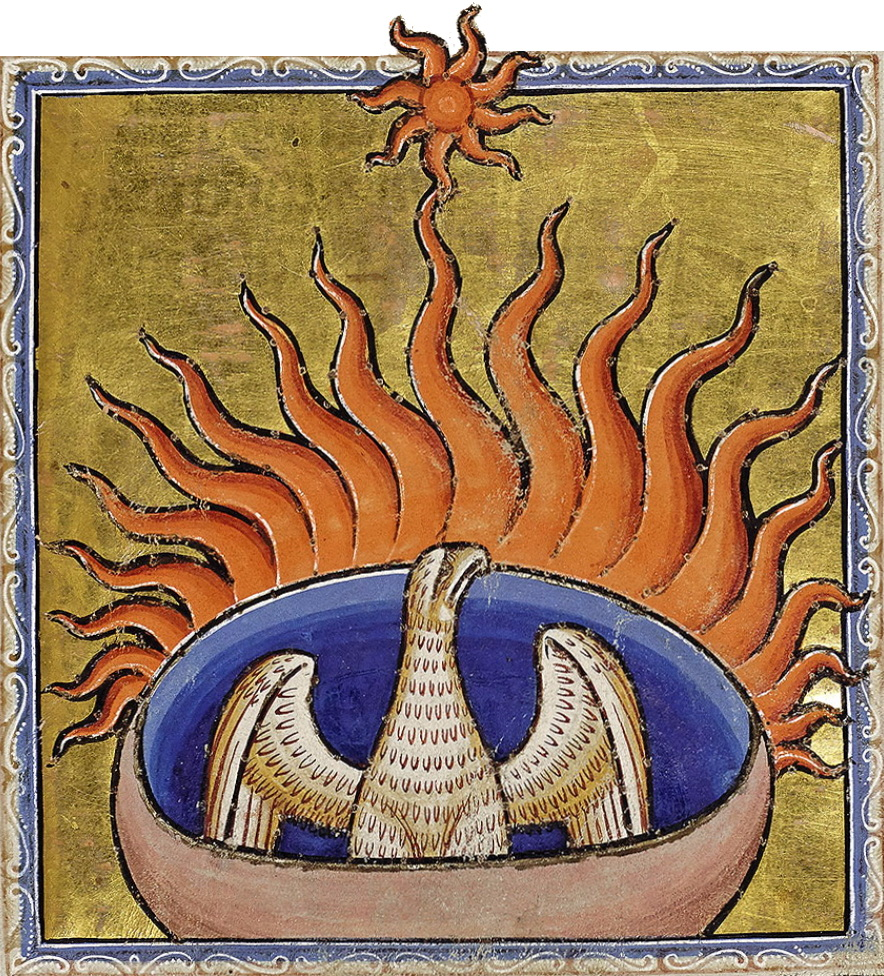
Le phénix qui part d'Arabie selon Hérodote (Histoires, II, 72). Enluminure du Bestiaire d'Aberdeen, XIIe siècle.

À la rhétorique grecque, il emprunte le procédé de la répétition ; de la prédication stoïcienne, il reprend le thème de l'« exil volontaire par dévouement pour la communauté » ; chez les pythagoriciens, il trouve « celui de la communion des hommes entre eux et avec la divinité ». De même, Clément a volontiers recours aux références habituelles de l'imaginaire grec, avec sa métaphore du combat pour la vertu dont les termes proviennent de l'univers du stade et de l'athlétisme (2, 5, 7 et 35), son allusion au mythe du phénix, présent chez Hérodote, pour illustrer la résurrection (25), ou encore sa libre adaptation d'Euripide sur l'utilité des petits et des grands (37).
L'influence de la Septante et des traditions juives se fait sentir dans son style, en particulier, pour ce qui concerne l'héritage du judaïsme, dans sa manière de désigner Dieu en parlant du « Nom », ce qui tend à démontrer la permanence du courant judéen dans les premières communautés chrétiennes de la Rome antique. En attestent notamment toute la première partie de l'épître, qui s'inscrit dans le droit-fil de l'homélie synagogale, et d'une façon plus générale un mode de pensée encore imprégné de judaïsme hellénistique. Paul Mattei évoque sa « culture juive hellénisée » en observant que, « si Clément est le témoin de l'assimilation d'un vocabulaire, de techniques d'exposition, de schémas conceptuels grecs, le fond reste juif ».
Sous cet aspect, il ne fait pas exception au sein du christianisme romain, marqué dès l'époque de Paul par un fort ancrage dans la Diaspora juive de la capitale impériale : on y dénombre une douzaine de synagogues où se réunit une communauté nombreuse et encore très proche de Jérusalem même si elle s'exprime en grec. Ainsi, conclut Marie-Françoise Baslez, au moment même où Flavius Josèphe souligne dans ses Antiquités judaïques la rupture entre les Juifs et la « nouvelle religion », Clément « insiste au contraire sur l'union des chrétiens avec le judaïsme », les uns et les autres appartenant à un seul peuple et revendiquant « un même héritage, la Bible »,.

### La datation

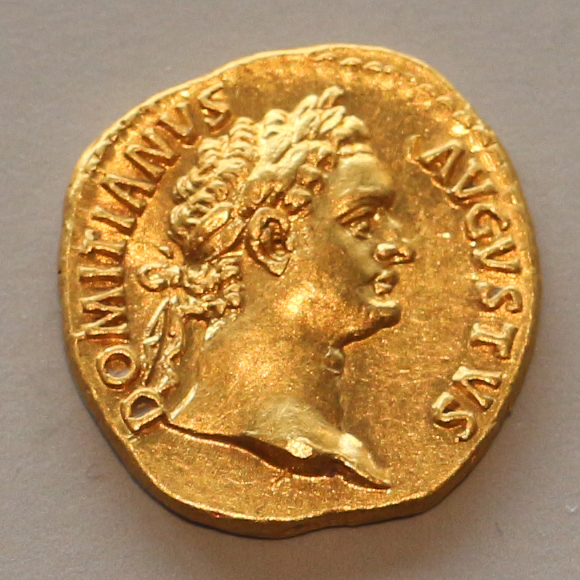
Aureus de Domitien, v. 90.

Clément meurt vers 99. La teneur encore judéo-chrétienne de sa lettre, typique de la fin du Ier siècle, fournit une première base de datation et James Dunn voit deux raisons supplémentaires de la situer dans les dernières années de ce siècle : d'une part les apôtres Pierre et Paul sont cités en tant que « nobles exemples de notre génération » (5), et d'autre part le chapitre 44 insiste sur le fait que les ministres du culte nommés par les apôtres ne doivent pas être démis de leurs fonctions, ce qui définit cette désignation comme un événement relativement récent.
La date peut même être précisée grâce à l'allusion liminaire :

« 1:1. Ce sont les malheurs et les épreuves dont nous avons été frappés soudainement et coup sur coup qui nous ont retenus trop longtemps, à notre gré, de nous tourner vers vous… »

Nul doute que l'auteur évoque les persécutions des chrétiens à la fin du règne de Domitien, soit en 95-96, ou au début de celui de Nerva, soit en 96-97,. Domitien, archétype du persécuteur des philosophes et des Juifs, est souvent retenu dans l'historiographie classique comme le second bourreau des chrétiens, après Néron. La lettre clémentine opère d'elle-même le rapprochement entre les deux époques en renvoyant à des scènes déjà vécues une trentaine d'années plus tôt, à la période néronienne, et dépeintes dans l'Apocalypse, dont elle est contemporaine.

## L'apologie de l'unité
Le document ne porte pas d'indication d'auteur et se compose de 65 brefs chapitres. L'ensemble traite des dissensions qui ont éclaté dans l'Église de Corinthe, en proie à des conflits et à des rébellions contre la légitimité des presbytres, dont certains se sont vus destitués au cours d'une « révolte impie et sacrilège » (chapitres 1, 3 et 44).

### L'argumentation
L'incipit est une adresse de « l'Assemblée de Dieu qui séjourne à Rome à l'Assemblée de Dieu qui séjourne à Corinthe ». Le texte se divise en deux parties.
Après l'introduction (1-3), une première partie (4-36) énonce des généralités sur les conséquences néfastes de la jalousie et des querelles intestines. C'est la jalousie qui, depuis l'époque de Caïn jusqu'à une période récente, celle du martyre de Pierre et de Paul, a causé tant de malheurs et tant de morts ; à l'inverse, Dieu récompense le repentir, l'obéissance, la foi, l'hospitalité, l'humilité et la douceur (4-18). La seule finalité est la paix, comme le démontre l'harmonie qui régit l'univers depuis le commencement, et c'est à ce modèle que doivent se conformer les relations au sein de la communauté (19-21). Dieu comble de bienfaits ceux qui le craignent (22-23), et au nombre de ces bienfaits figure la résurrection, dont le Christ est le premier témoin et qui est prouvée par l'observation de la nature, par le prodige du phénix arabe qui renaît de ses cendres et par l'enseignement des Écritures (24-28). Les exemples à imiter sont Abraham, Isaac et Jacob, reconnus par Dieu et justifiés par leur foi (29-32). Mais la foi doit s'accompagner des œuvres : il faut servir Dieu comme des anges et lutter pour mériter ses dons. Jésus est la voie du salut (33-36).

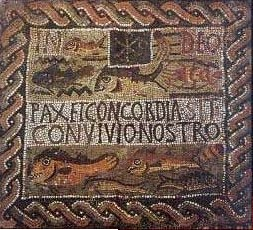
In Christo Deo pax et concordia sit convivio nostro (En Christ Dieu que règnent la paix et la concorde à notre repas). Mosaïque paléochrétienne de Tipasa de Maurétanie.

Dans la seconde partie (37-61), Clément s'attache aux particularités de la communauté corinthienne. Au Dieu créateur de l'ordre de la nature est due l'obéissance, et la discipline militaire tout comme la coopération des membres d'un même corps démontrent la nécessité de la soumission en vue du service mutuel (37-39). Ici, l'auteur amplifie l'idée paulinienne de la complémentarité, exposée dans la Première épître aux Corinthiens (1Co 12), pour la développer jusqu'à celle de la subordination réciproque.
Ainsi, tout ce que Dieu a ordonné doit être accompli par chacun, à la place qui lui est assignée (40-41). C'est Dieu qui a établi la hiérarchie sacerdotale de l'Ancien Testament et qui a envoyé le Christ ; le Christ a institué la mission des apôtres, qui ont à leur tour désigné les évêques et les diacres ; là réside le fondement des divers ministères. Pour cette raison, on ne peut que déplorer la situation de la communauté de Corinthe : la destitution des presbytres rompt l'unité de l'Église (42-44). Il faut éviter de tels déchirements, déjà durement critiqués par Paul (45-47), restaurer l'amour, la concorde et le pardon (48-50), et confesser ses propres fautes en faisant passer le bien commun avant ses intérêts personnels (51-52). Les responsables de la sédition devront partir en exil afin que revienne la paix entre les fidèles et les presbytres (53-55). Il faut prier pour que les coupables s'inclinent devant la volonté de Dieu en se soumettant aux presbytres et en choisissant la voie des élus (56-58).
La fin de la deuxième partie se situe dans un registre différent : selon les termes de Hans Conzelmann, elle cite en 59-61 une « longue prière liturgique » qui implore la bienveillance divine envers les autorités temporelles ; celles-ci tiennent leur pouvoir de Dieu et il ne saurait être question de s'opposer à elles,.
Enfin, la conclusion (62-65) récapitule les thèmes principaux en insistant sur la nécessité d'observer les valeurs chrétiennes de paix, de concorde, d'humilité, et en invitant les contestataires à respecter l'autorité des presbytres, héritiers directs des disciples du Christ.

### La parénèse
La thématique d'ensemble est une exhortation, une parénèse, qui se veut une « correction fraternelle » à l'égard de l'Église de Corinthe menacée d'éclatement. Victime des persécutions de la fin du Ier siècle, mais aussi témoin de celles que subirent quelque trente ans plus tôt Pierre, Paul et d'autres martyrs, l'auteur attribue la cause de ces malheurs à l'esprit de discorde, aux rivalités, en un mot au zélos (ζῆλος / zễlos), cette forme particulière de « jalousie » qui favorise les luttes d'influence et met à mal la cohésion des fidèles,,. Le zélos, ce « zèle » des croyants qui a animé les zélotes juifs de la période du Second Temple, apparaît à double tranchant dans l'enseignement de Paul : engagement total au service de Dieu, le zélos risque par un effet pervers de devenir un ferment de division au sein d'une communauté. Chez Clément, il ne peut plus être que négatif et entraîner des conséquences délétères, aussi bien aujourd'hui que du temps de Pierre et de Paul, tout comme à l'époque de l'Ancien Testament. Étant donné que les querelles de factions finissent toujours par alimenter les persécutions, l'épître fait appel à ce qui est le contraire même du zélos : l'esprit de concorde.
Cette idée stoïcienne de la concorde s'unit volontiers à celle, paulinienne, de la charité. La fusion des deux thèmes culmine en 49-50 dans une sorte d'hymne aux accents proches de la Première épître aux Corinthiens (1Co 13) :

« 49:5. […] La charité supporte tout, la charité est longanime ; rien de mesquin dans la charité, rien d'orgueilleux. La charité ne fait pas de schisme, ne fomente pas de révolte ; elle accomplit toutes choses dans la concorde ; c'est la charité qui fait la perfection de tous les élus de Dieu ; sans la charité, rien n'est agréable à Dieu. »

Toutefois, si la parénèse vise à ramener l'ordre en soulignant que « la charité ne fait pas de schisme », l'œuvre de Clément accorde une place non moins importante à des développements sur la foi et l'éthique où de larges emprunts à l'Ancien Testament occupent le premier plan. Sous cet aspect, elle s'inscrit dans la tradition des lettres apostoliques où se mêlent questions d'actualité et enseignement théologique.

### La théologie
Les préoccupations communautaires du rédacteur ne l'empêchent pas d'exprimer sa conception de l'histoire du salut, du rôle de Dieu et de celui du Messie. Il n'est pas établi que les différends parmi les Corinthiens aient eu des enjeux d'ordre doctrinal, encore que, pour Simon Claude Mimouni, le discours de Clément sur la réalité de la Résurrection de Jésus et sa condamnation de l'ascétisme autorisent à le penser. Si tel était le cas, la situation à Corinthe s'apparenterait à celle que commentait l'apôtre Paul une quarantaine d'années plus tôt dans sa Première épître aux Corinthiens.

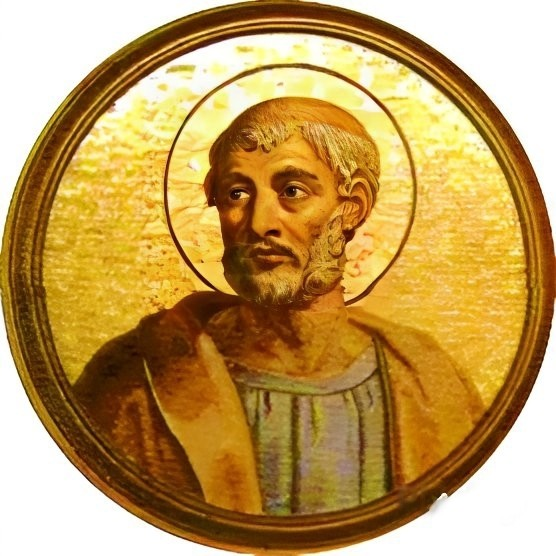
Clément de Rome, mosaïque de la basilique Saint-Paul-hors-les-Murs.

Pour les Judéens de l'époque de Clément, les épisodes de la Bible hébraïque ont valeur de modèles, et chez lui « l'image d'Israël en armes […] sert de paradigme » pour illustrer le présent au moyen d'une « méditation sur les hautes figures du passé », écrit Paul Mattei. Sont mentionnés, entre autres, Caïn et Abel, Jacob et Ésaü, Joseph et ses frères, Moïse, Aaron, Saül et David. Ces « exemples antiques » sont suivis par les « athlètes tout proches de nous », à savoir les apôtres du Christ morts pour leur foi, en particulier les « colonnes » que sont Pierre et Paul, victimes de la « jalousie » et des dissensions.
Il n'existe pas de discontinuité entre la Torah et Jésus-Christ, entre un Vetus Israel et un Verus Israel, entre un ancien et un nouveau « peuple élu », celui des chrétiens : tous procèdent d'une même élection divine, d'une unique économie du salut, et le Messie, loin de briser le lien avec la Loi juive, signifie l'aboutissement d'une unique tradition, celle de « notre père Jacob » (12, 29, 36). À cet égard, la christologie de Clément s'écarte en partie de celle de Paul, qu'il connaît et utilise pourtant : il adhère à la doctrine paulinienne de la justification par la croyance messianique, mais la foi chrétienne représente à ses yeux un don que Dieu a destiné à l'ensemble de l'humanité depuis les origines et non pas une rupture avec la Torah. Si Paul est le « héraut » de l'Évangile (5:5-7), Clément ne va pas jusqu'à le suivre dans sa mise en opposition de la Loi et de la grâce.
Le Dieu de Clément, le Theos, est Dieu le Père, le créateur de toute chose, qu'il appelle le « Maître », périphrase fréquente dans la Septante pour traduire « Adonaï ». En une seule occurrence (7:4), Dieu est le « Père » de Jésus le Messie, qui accomplit la volonté divine selon l'Esprit et conformément aux paroles des prophètes (17:1), dans une perspective fondamentalement judéo-chrétienne. Jésus-Christ, le « Seigneur », n'est le « Fils » qu'en de rares endroits, dont 36:4, dans une citation du Livre des Psaumes en guise de commentaire à l'Épître aux Hébreux. De l'Épître aux Hébreux (He), également, s'inspire la manière de présenter Jésus comme le « grand prêtre », image d'autant plus inhabituelle qu'He est le « seul écrit du Nouveau Testament à privilégier une christologie du grand prêtre », comme le souligne Christian Grappe.
Le rôle du Messie ne se limite pas, cependant, à parachever l'histoire du salut : bien au contraire, Jésus en est l'unique médiateur (50:7, 58:2, 59:2), la seule voie, et, même si les implications sotériologiques de l'épître manquent parfois de clarté, il n'en demeure pas moins que la rédemption par le Christ se situe sans équivoque au centre de sa théologie,.

## Tradition et succession

### La succession apostolique
Aux yeux de Clément, la communauté chrétienne doit se caractériser par l’agapé (ἀγάπη / agápê), ou amour fraternel, forme de charité déjà mise en pratique par Moïse (53-4) et par les Grecs (55:1). L’agapé implique l'esprit de concorde et d'humilité (54:1-2) pour que la paix puisse régner dans le « troupeau du Messie », c'est-à-dire l’ekklesia (ἐκκλησία / ekklêsía), l'assemblée des « élus de Dieu ». Si les fidèles sont censés obéir à Dieu, ils doivent même obéissance à son envoyé, Jésus le Messie, donc aux disciples de ce Messie, donc aux héritiers de ces disciples, autrement dit les presbytres que les contestataires de Corinthe ont évincés. Ainsi se trouve affirmée la succession apostolique pour la première fois dans la littérature chrétienne,, avec une force qui reste sans égale à cette époque.

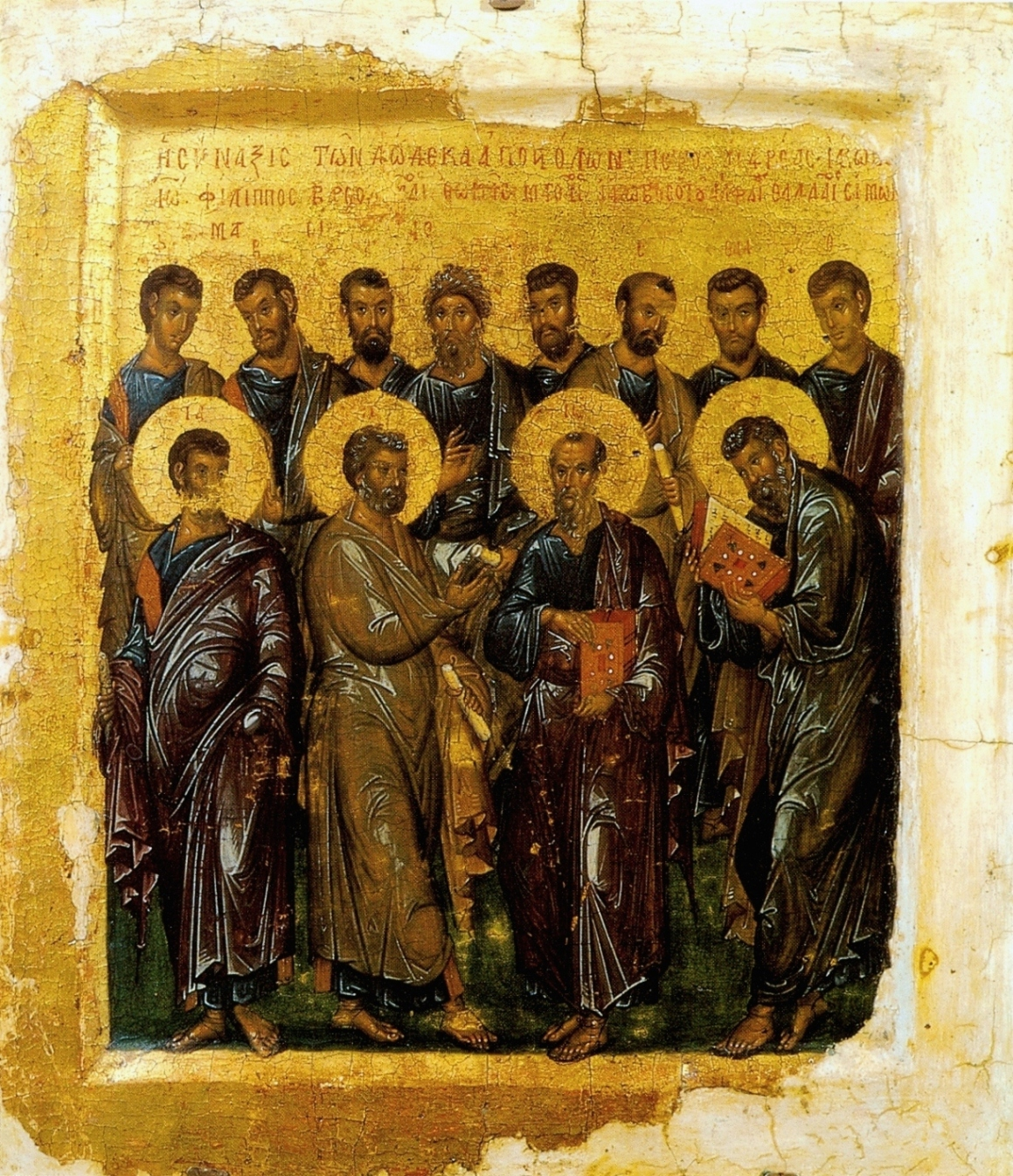
La synaxe des Douze apôtres, icône du XIVe siècle, musée Pouchkine, Moscou.

Ce type spécifique d'ecclésiologie repose tout entier sur l'idée qu'il ne faut à aucun prix interrompre la continuité dans la transmission du dépôt de la foi confié par le Christ aux apôtres. Aux presbytres est due la soumission car ils sont les détenteurs légitimes de l'investiture apostolique. Du reste, cette soumission se trouve illustrée, justifiée, par l'Écriture elle-même, en l'espèce un verset du Livre d'Isaïe (Es 60,17) quelque peu adapté par Clément aux besoins de la cause (42:5). Le texte d'Isaïe est le suivant : « Je ferai régner sur toi la paix, et dominer la justice. » Et celui de Clément : « Depuis de longs siècles déjà l'Écriture parlait des évêques et des diacres ; elle dit en effet : "J'établirai leurs évêques dans la justice, et les diacres dans la foi" (Is 60, 17). »
À cet enracinement biblique, le rédacteur ajoute une analogie avec la discipline des armées romaines, mais aussi un parallèle entre le statut des officiants du Temple de Jérusalem et la hiérarchie ecclésiastique. Lorsqu'il écrit : « Au grand prêtre des fonctions particulières sont confiées ; les prêtres ont leur place, les lévites leur service, les laïcs les obligations des laïcs » (40:5), son propos permet de retracer l'organisation la gouvernance de l'Église, l'ἐπισκοπή (episkopế), à la fin du Ier siècle. Le presbytre (πρεσϐύτερος / presbúteros), ou « ancien », apparaît ici comme synonyme de l'évêque (ἐπίσκοπος / epískopos), ou « surveillant, superviseur » (42,44, 54), et tous deux ont hérité de l'investiture apostolique, à l'instar du diacre (διάκονος / diákonos). Autrement dit, ils constituent un corps distinct de celui des fidèles, les « laïcs ». Le terme λαϊκός (laïkós), employé au chapitre 40, marque une innovation dans la littérature chrétienne.
Ces passages sont aussi l'expression d'une double tradition ecclésiologique : celle des anciens, d'inspiration judéo-chrétienne, et celle des évêques et des diacres, d'influence paulinienne. La première de ces deux institutions concerne l'ensemble de la communauté locale tandis que la seconde permet de répartir les tâches parmi les fidèles. Or, au moment où écrit Clément, le processus d'unification est précisément en cours d'achèvement. Par la suite, la hiérarchisation se verra enrichie quand se formera une équivalence entre grand prêtre et évêque, entre prêtre et presbytre, et entre lévite et diacre.

### L'intervention de Rome
La lettre adressée par « l'Assemblée de Dieu qui séjourne à Rome » à « l'Assemblée de Dieu qui séjourne à Corinthe » semble répondre à une double motivation : d'une part, l’agapé, le devoir de fraternité, impose à la communauté romaine de se pencher sur les épreuves que subit une communauté sœur, mais d'autre part cette initiative peut signifier une forme de responsabilité, voire d'autorité, vis-à-vis de la communauté corinthienne,. En d'autres termes, cette mise au point relève-t-elle de la charité normale entre Églises ou d'une fonction particulière de celle de Rome ? Plusieurs éléments incitent à donner une réponse nuancée.

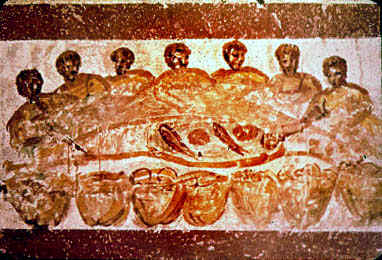
L’agapé sous forme de repas liturgique, catacombe de Priscille, Rome.

À l'origine, la seule communauté chrétienne qui puisse se prévaloir d'une quelconque primauté est celle de Jérusalem, pour des raisons historiques et scripturaires. Pourtant, les Actes des Apôtres, antérieurs de 10 ou 15 ans à l'œuvre clémentine, laissent déjà entrevoir un déplacement du centre de gravité vers Rome : c'est à Rome que les « colonnes » de l'Église, Pierre et Paul, ont subi le martyre, ce que l'épître ne manque pas de rappeler. Pour l'heure, cependant, la prééminence de Rome n'est pas encore établie, non plus que l'unité et l'universalité de la « Grande Église », expression qui n'apparaîtra qu'un siècle plus tard chez Irénée de Lyon.
D'autre part, il ne semble pas que la question de l'autorité personnelle de l'évêque de Rome doive entrer ici en ligne de compte. Même si l'auteur emploie le ton de la menace en affirmant qu'il serait dangereux d'ignorer ses admonestations (59:1), la lettre est rédigée par l'Église romaine et non par son évêque, qui ne s'exprime pas en son nom propre et ne se réclame d'aucune préséance particulière. Mais l'épître est révélatrice d'une crise que traverse l'Église. En effet, comme le souligne Andreas Lindemann, le presbytérat ne va pas sans provoquer quelques remous à la fin du Ier siècle : cette institution n'existait pas à Corinthe du temps de Paul, et, à l'époque de Clément, elle se heurte à des oppositions dans la communauté corinthienne. En ce sens, selon Enrico Norelli, si la lettre a pour but avoué de restaurer l'ordre voulu par Dieu et le prestige de l'Église, elle cherche en premier lieu à consolider le statut des presbytres, garants du rattachement à Rome.
Pour Simon Claude Mimouni, il serait néanmoins excessif de voir dans l'intervention de l’ekklesia romaine une forme de suprématie. Mais Rome détient une « sorte de primauté dans l’agapé qui doit unir toutes les communautés » : cela s'explique par les secours qu'elle a coutume d'envoyer aux fidèles en difficulté et par la réputation de charité qu'elle s'est acquise dès cette époque, comme en témoignent aussi bien Ignace d'Antioche que Denys de Corinthe. C'est de ce rôle apparemment reconnu par les autres Églises que découle le droit d'ingérence qu'elle s'octroie.

### Écriture et consensus
Si l'auteur ne parle pas en son nom personnel, si l'Église romaine ne manifeste pas de volonté de coercition, cela confirme, selon Alexandre Faivre, qu'il manque encore à cette époque un ensemble de règles ecclésiales admises par les croyants. Or, pour trancher le litige entre les presbytres et la communauté corinthienne, Clément ne peut s'appuyer que sur des idées acceptées de tous : il lui faut obtenir la majorité pour éteindre la révolte et restaurer l'harmonie. C'est pourquoi il s'exprime en pasteur plutôt qu'en évêque, en diplomate plutôt qu'en chef religieux. Le consensus qu'il recherche ne peut être atteint que s'il réussit à persuader plus qu'à dominer, à convaincre plus qu'à exiger. L'articulation de son raisonnement se trouve donc, en quelque sorte, inversée : les sections relatives aux turbulences de Corinthe n'apparaissent qu'au début de la seconde partie, précédées par 39 chapitres qui n'abordent jamais la question d'une façon directe, car « le souci premier du rédacteur n'est pas tant d'expliciter les normes au nom desquelles il prend position que de rendre naturelle sa prise de position ».
Pour les fidèles du temps de Clément, sont « naturels » les concepts de paix et de bon ordonnancement, de même que les emprunts à l'Ancien Testament ou le souvenir prestigieux des apôtres — dont Paul. Mais ce souvenir, pour omniprésent qu'il soit ici, n'intervient que d'une manière sous-jacente, presque implicite, tandis que la démonstration la plus visible se fonde sur la Bible juive. De ce point de vue, l'épître est caractéristique de cette fin du Ier siècle où le canon néotestamentaire n'est toujours pas fixé : la tradition chrétienne ne possède pas encore l'autorité scripturaire suffisante pour emporter l'adhésion du plus grand nombre mais elle commence déjà, cependant, à servir de point d'ancrage.

## Les témoins du Nouveau Testament

### Les persécutions
Si l'épître porte témoignage sur l'Église primitive plus encore que sur les spécificités de Corinthe, c'est aussi parce qu'elle fournit nombre d'indications sur les événements majeurs des premiers temps de la « nouvelle religion ». Elle est en particulier le plus ancien document d'origine chrétienne sur les persécutions à Rome.

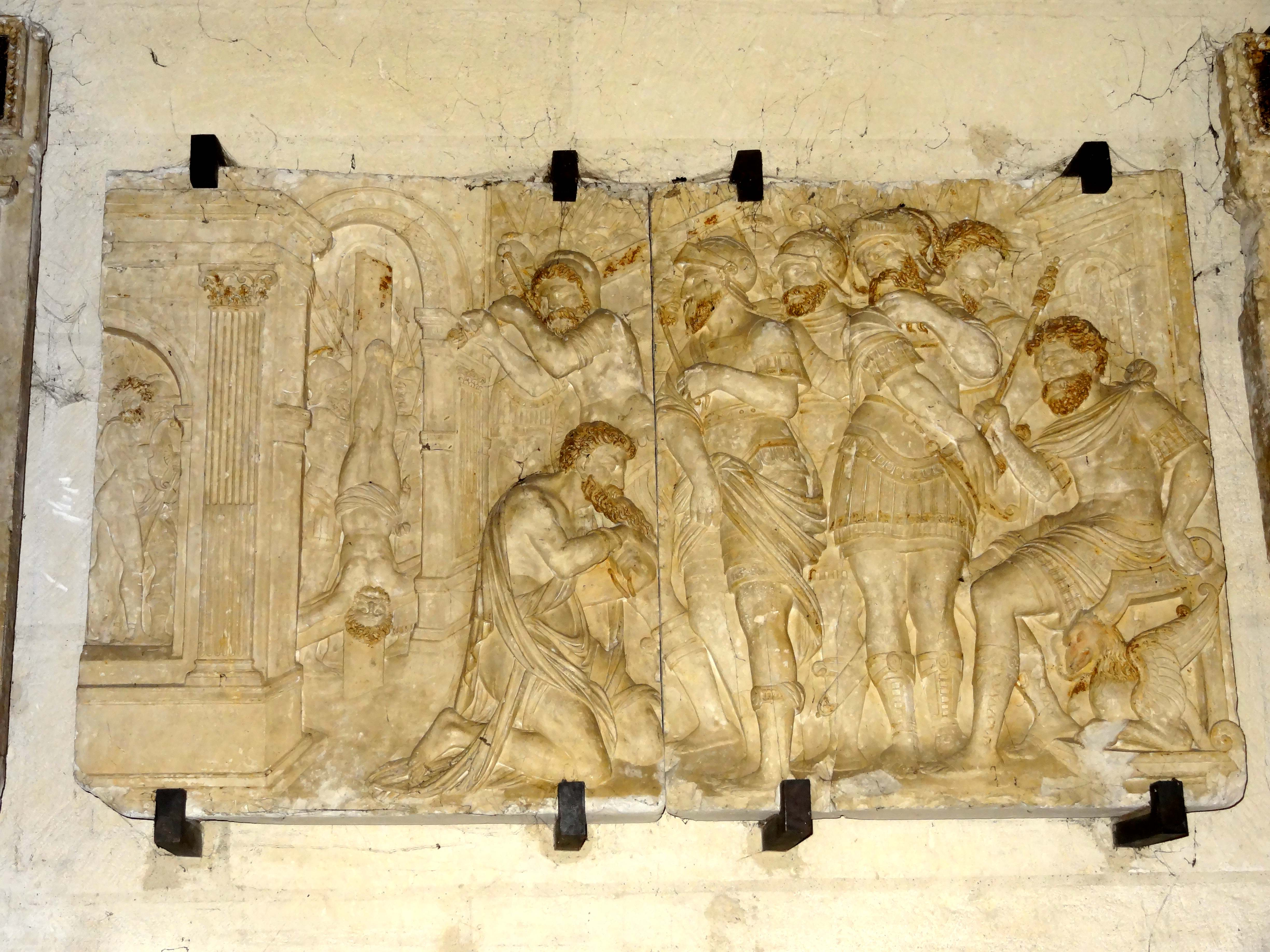
Le martyre de Pierre et de Paul, fragment du jubé, collégiale Saint-Gervais-Saint-Protais de Gisors.

Les chapitres 5 et 6 décrivent le séjour de Pierre dans la capitale de l'Empire, les missions de Paul, ainsi que les massacres sous le règne de Néron et le nombre élevé de victimes, dont beaucoup sont des femmes,. Ces premiers martyrs acceptent les épreuves et la mort en prenant modèle sur le Christ lui-même, dans la tradition du Serviteur souffrant évoqué par le Livre d'Isaïe.

« 6:2. C'est poursuivies par la jalousie que des femmes, nouvelles Danaïdes et Dircé, victimes d'outrages atroces et sacrilèges, ont parcouru jusqu'au bout d'un pas ferme la carrière de la foi et remporté le prix glorieux, malgré l'infirmité de leur nature. »

Hans Conzelmann et Andreas Lindemann notent que le chapitre 5 est le tout premier texte connu qui « mentionne le martyre de Pierre ainsi que, de manière détaillée, celui de Paul », :

« 5:1. Mais […] prenons les généreux exemples que nous ont donnés des hommes de notre génération. 2. C'est à cause de la jalousie et de l'envie que les plus grands et les plus justes d'entre eux, les colonnes, ont subi la persécution et combattu jusqu'à la mort. 3. Oui, regardons les saints Apôtres : 4. Pierre, victime d'une injuste jalousie, subit non pas une ou deux, mais de nombreuses épreuves […]. 5. C'est par suite de la jalousie et de la discorde que Paul a montré quel est le prix de la patience : 6. chargé sept fois de chaînes, exilé, lapidé, il devint héraut du Seigneur au levant et au couchant, et reçut pour prix de sa foi une gloire éclatante. 7. Après avoir enseigné la justice au monde entier, jusqu'aux bornes du couchant, il a rendu son témoignage devant les autorités et c'est ainsi qu'il a quitté ce monde pour gagner le lieu saint […]. »

### Le voyage de Paul

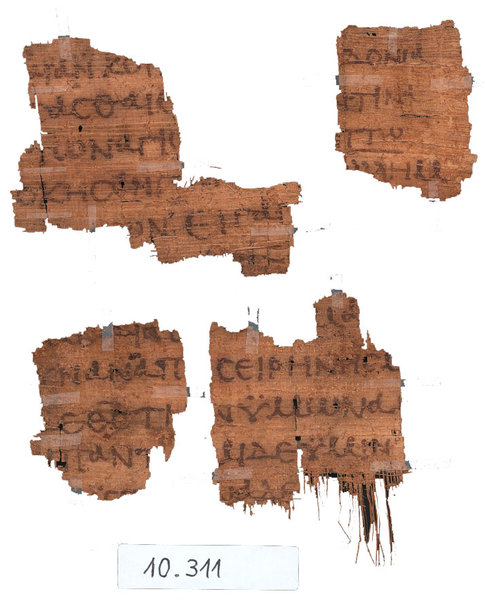
Le papyrus 118 (Gregory-Aland), recto, contenant Rm 15:26-27 et Rm 15:32-33, IIIe siècle, université de Cologne.

Ce chapitre 5 pose plusieurs questions en termes d'exégèse historico-critique. À quoi ces « autorités » qui entendent le témoignage de l'Apôtre correspondent-elles ? Aux représentants de Néron restés sur place pendant que l'empereur se rendait en Grèce, ou bien s'agit-il d'une simple redite de l'Évangile selon Matthieu (Mt 10,18) qui décrit les disciples du Christ « traduits devant des gouverneurs et devant des rois » ?
D'autre part, ces « bornes du couchant » (ou « de l'Occident », en fonction des traductions) désignent-elles la péninsule Ibérique, selon l'acception courante chez les Romains, ou bien la capitale impériale elle-même, ? Dans l'Épître aux Romains (Rm 15,24-28), Paul annonce son intention de quitter l'Orient après la collecte de Jérusalem afin de poursuivre sa mission en Espagne via Rome,. Or, si l'Apôtre avait effectivement entrepris ce voyage, cela signifierait qu'il aurait été libéré après un premier procès dans la capitale et y serait retourné pour subir une seconde période de captivité : du moins est-ce ce qu'affirment des traditions ultérieures qui évoquent à ce sujet un emprisonnement au Tullianum. Seule vient étayer cette hypothèse la Deuxième épître à Timothée, mais celle-ci est jugée pseudépigraphe et peu probante par le consensus savant,. Le Fragment de Muratori et les Actes de Pierre relatent ce voyage en Espagne de façon explicite, mais ces deux documents tardifs, eux non plus, ne sauraient passer pour des sources fiables. En tout état de cause, les spécialistes s'accordent sur le fait que Paul a été exécuté à la fin de sa première - et dernière - captivité à Rome, sans avoir bénéficié d'un acquittement, et la lettre de Clément ne mentionne pas de seconde incarcération. Aucune tradition locale, en tout cas, ne garde mémoire d'une mission de Paul en Espagne. Ces « bornes du couchant » peuvent donc désigner Rome mais le caractère elliptique du texte ne permet pas de se prononcer,,. Au demeurant, Clément ne donne pas davantage de précisions sur les circonstances exactes du martyre de l'Apôtre.

### L'Épître aux Hébreux

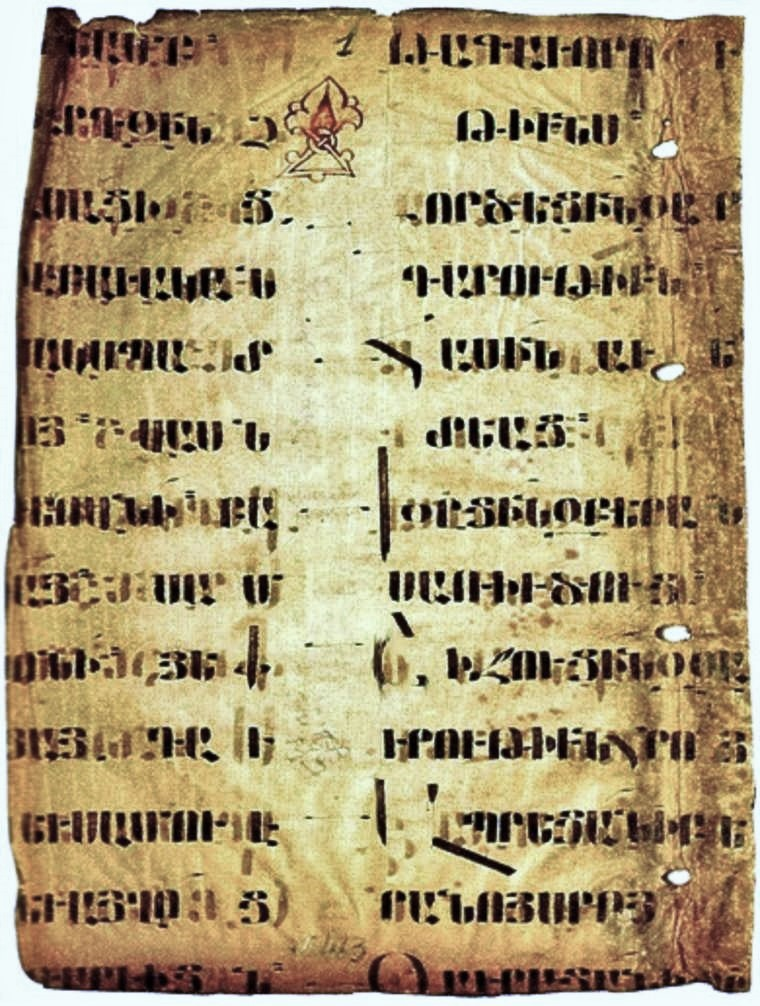
Manuscrit arménien de l'Épître aux Hébreux, Ve siècle, Matenadaran.

En parallèle avec ses ambiguïtés concernant les dernières années de Paul de Tarse, la lettre tient lieu de repère chronologique dans l'exégèse d'un document qui n'est pas l'œuvre de l'Apôtre : l'Épître aux Hébreux (He).
Eusèbe de Césarée remarque dans son Histoire ecclésiastique que Clément reprend de nombreux passages de l'Épître aux Hébreux et il en attribue la paternité à Paul ; selon lui, Clément l'aurait traduite depuis la « langue maternelle des Hébreux » vers le grec (III 38:1-3). Eusèbe cite ensuite une homélie d'Origène évoquant une tradition selon laquelle Clément ne serait pas le traducteur d'He, mais son auteur (VI 25:13). Les spécialistes ne retiennent pas ces diverses hypothèses.
Toujours est-il que la lettre clémentine contient, entre autres points de convergence, une sorte de paraphrase commentée du chapitre initial d'He :

« 36:1. Telle est la voie, bien-aimés, où nous trouverons notre salut, Jésus-Christ, le grand prêtre qui présente nos offrandes, le défenseur et le secours de notre faiblesse. 2. Par lui nos regards peuvent fixer le plus haut des cieux, en lui nous voyons le reflet de la face pure et majestueuse de Dieu, par lui se sont ouverts les yeux de notre cœur, par lui notre intelligence obtuse et obscurcie s'épanouit dans la lumière, par lui le Maître a voulu nous faire goûter à la connaissance immortelle : "Resplendissement de la gloire du Père, il est d'autant supérieur aux anges que le nom qu'il a reçu en héritage est incomparable au leur" (He 1:3-4). 3. Il est écrit en effet : "Il fait des vents ses anges, et des flammes du feu ses serviteurs" (Ps 103:4). »

Outre qu'il en constitue sans doute la première mention, ce passage permet aux historiens d'évaluer le moment de la rédaction d'He en lui fixant une date butoir, celle des années 90 au plus tard. Plusieurs spécialistes ont toutefois supposé que la similitude de ces deux écrits résultait d'un emprunt à une source commune mais cette théorie reste minoritaire. Il est généralement admis que le texte clémentin s'inspire d'He et lui sert donc de terminus ante quem,.
Un fonds commun entre la lettre clémentine et d'autres œuvres à peu près contemporaines affleure également, en particulier l'Épître de Jacques, la Première épître de Pierre, l’Épître de Barnabé et le Pasteur d'Hermas. Il se peut même que, à l'instar de Barnabé et d'Hermas, Clément ait puisé dans le texte de Jacques, à moins que ces affinités ne soient simplement dues à l'utilisation de sources identiques.

## Postérité

### Diffusion et attributions
Largement diffusée dans les communautés chrétiennes, l'épître clémentine est connue d'Hégésippe de Jérusalem, entre autres, et Eusèbe de Césarée précise dans son Histoire ecclésiastique, à la lumière d'une lettre de Denys de Corinthe au pape Sôter, que l'on continue à en faire la lecture dans les assemblées en 170. Son influence est telle que la tradition chrétienne a attribué à son auteur la paternité d'œuvres qui ne sont pas de son fait, à commencer par l'Épître aux Hébreux, mais aussi la Seconde épître de Clément, les Constitutions apostoliques, le Roman pseudo-clémentin et les deux Lettres sur la virginité citées par Épiphane de Salamine et Jérôme de Stridon, toutes attributions aujourd'hui rejetées par le consensus historien.
La prétendue « seconde épître » clémentine est répertoriée comme telle parce qu'elle fait suite à la « première » dans les manuscrits qui nous sont parvenus, alors que ces deux écrits ne présentent aucune ressemblance. Cette « seconde épître » n'est d'ailleurs pas une lettre mais une homélie.

### Manuscrits anciens

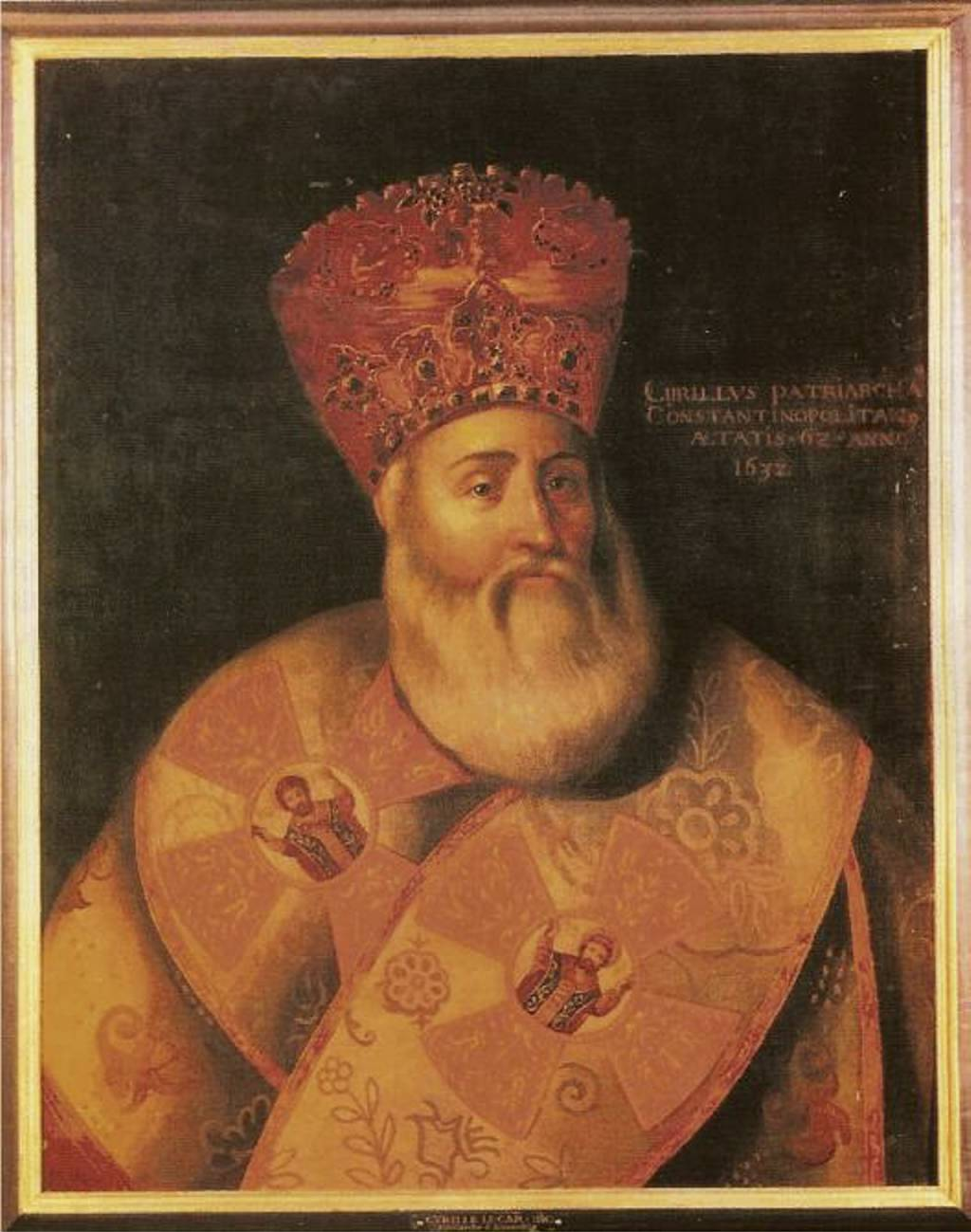
Portrait de Cyrille Loukaris (1632).

Si la Première épître de Clément est connue depuis l'Antiquité, il n'en est resté que très peu d'exemplaires. La critique textuelle occidentale n'a pu l'étudier qu'à partir du XVIIe siècle, grâce au Codex Alexandrinus. Ce manuscrit grec des années 400-440, propriété du patriarcat d'Alexandrie, fut offert en 1628 au roi Charles Ier d'Angleterre par Cyrille Loukaris, patriarche d'Alexandrie puis de Constantinople. L'édition originale du texte, inclus dans le codex, a été publiée en 1633 par le bibliste Patrick Young, responsable de la Royal Library. C'est depuis cette date que la lettre figure dans les recueils des Pères apostoliques.
Une version incomplète se trouve dans le codex (il manque le folio correspondant à 57:7–63:4), après la Bible,. La première et la seconde épîtres clémentines y font suite au Nouveau Testament, et l'absence de césure entre la Bible et les deux épîtres laisse à penser que le copiste considérait celles-ci comme partie intégrante du corpus néotestamentaire.
Il faut attendre l'année 1873 pour que réapparaisse la première version intégrale de l'épître, en grec, lorsque le métropolite Philotheos Bryennios l'a identifiée dans le Codex Hierosolymitanus (daté de 1056), alors conservé à la bibliothèque du monastère du Saint-Sépulcre de Constantinople.
Une traduction latine du IIe siècle ou du IIIe siècle, découverte dans un manuscrit du XIe siècle conservé à la bibliothèque du Grand Séminaire de Namur, a été éditée en 1894 par le philologue Germain Morin. Il existe également d'anciennes versions en syriaque et en copte.

### Ouvrages
- Marie-Françoise Baslez, Bible et Histoire : Judaïsme, hellénisme, christianisme, coll. « Folio histoire », 1998  (ISBN 2-07-042418-9)
- Marie-Françoise Baslez (dir.), Les Premiers Temps de l'Église : De saint Paul à saint Augustin, coll. « Folio histoire », 2004  (ISBN 2-07-030204-0)
- Marie-Françoise Baslez, Saint Paul, Pluriel/Fayard, 2008  (ISBN 978-2-8185-0263-1)
- Marie-Françoise Baslez, Comment notre monde est devenu chrétien, CLD, 2008  (ISBN 978-2-85443-529-0)
- Hans Conzelmann et Andreas Lindemann, Guide pour l'étude du Nouveau Testament, Labor et Fides, 1999  (ISBN 2-8309-0943-7)
- Pierre Geoltrain (dir.), Aux origines du christianisme, coll. « Folio histoire », 2000  (ISBN 978-2-07-041114-6)
- Yves-Marie Hilaire (dir.), Histoire de la papauté : 2000 ans de mission et de tribulations, éditions Points/Histoire, 2003  (ISBN 978-2-02-059006-8)
- Annie Jaubert, Clément de Rome. Épître aux Corinthiens, Introduction, texte, traduction, notes et index, éditions du Cerf, coll. « Sources chrétiennes », 1971, rééd. 2000
- Simon Légasse, Paul apôtre, Cerf, 2000  (ISBN 2-204-06360-6)
- Daniel Marguerat (dir.), Introduction au Nouveau Testament : Son histoire, son écriture, sa théologie, Labor et Fides, 2008  (ISBN 978-2-8309-1289-0)
- Paul Mattei, Le Christianisme antique. De Jésus à Constantin, coll. « U », éd. Armand Colin, 2011
- Simon Claude Mimouni et Pierre Maraval, Le Christianisme des origines à Constantin, PUF/Nouvelle Clio, 2006  (ISBN 978-2-13-052877-7)
- Simon Claude Mimouni, Jacques le Juste, frère de Jésus de Nazareth, Bayard, 2015  (ISBN 978-2-227-48701-7)
- Bernard Pouderon, Jean-Marie Salamito et Vincent Zarini (dir.), Premiers écrits chrétiens, coll. « Bibliothèque de la Pléiade » no 617, Gallimard, 2016

### Articles
- Alexandre Faivre, « Le « système normatif » dans la Lettre de Clément de Rome aux Corinthiens », Revue des sciences religieuses, vol. 54-2,‎ 1980, p. 129-152 (lire en ligne).
- (it) Francesco Scorza Barcellona, « Clemente I, Santo », dans Encyclopédie Treccani, 2000 (lire en ligne).